# Francisque Millet
Pour les articles homonymes, voir Millet.
Jean-François Millet, dit Francisque Millet, est un peintre et graveur français, né à Anvers le 27 avril 1642 et mort à Paris le 3 juin 1679.

## Biographie
Bien que né à Anvers, sa famille était d'origine française, car son père, Jean Millet, était né à Dijon, sculpteur sur ivoire qui avait suivi le prince de Condé.
Il a été l'élève de Laureys Franck, peintre d'histoire et de paysage, venu se fixer à Paris en emmenant avec lui son jeune élève. Il est arrivé à Paris en 1659, à l'âge de 17 ans. Ils y rencontrèrent le peintre Abraham Genoels (1640-1723), neveu de Laureys Franck, peintre paysagiste qui a eu une influence sur la carrière de Francisque Millet. Alors que Genoels est allé en Italie, il ne semble pas que ce soit le cas de Francisque Millet.
Francisque Millet s'est marié en 1662 avec la fille de Laureys Franck.
Contrairement à ce qu'a écrit Alexandre-Pierre-François Robert-Dumesnil (1778-1864), il n'a pas été membre de l'Académie royale de peinture et de sculpture ni un de ses professeurs. Il est dit agréé à l'Académie en 1673.
Il a été très influencé par les tableaux de Nicolas Poussin. Il l'a imité consciencieusement en reprenant les fabriques et les poncifs de ce maître.
Beaucoup de toiles ont été hâtivement attribuées à Millet. Par les gravures de Théodore, d'après les tableaux de l'artiste, on peut se faire une idée précise de l'art de celui-ci avec ses compositions en vue plongeante sur de vastes horizons avec un coloris aux verts acides que ponctuent de petites taches de vermillon, en font un des représentants du paysage héroïque, calme et grandiose tel que l'avait défini Nicolas Poussin.
Il a gravé à l'eau-forte trois estampes : Les deux amants, Le voyageur, Ville antique. Il existe aussi 28 estampes gravées par son élève, Théodore, à partir de ses dessins. D'après Pierre-Jean Mariette, des tableaux de paysage de Francisque Millet ont été gravés par Gerard Hoet.
Il a fait un voyage en Flandre pour visiter son pays natal, peut-être en compagnie d'Abraham Genoels, puis après avoir parcouru les Pays-Bas, il s'est rendu en Angleterre. C'est peut-être au cours de ce voyage qu'il a peint les tableaux qui ont appartenu au comte de Suffolk et au duc de Devonshire.
De retour en France, il aurait peint d'après Florent Lecomte, pour un personnage inconnu, une série de 26 tableaux ayant pour sujets tirés des Métamorphoses.
Il meurt jeune, à l'âge de 37 ans, le 3 juin 1679 à Paris et a été inhumé à Saint-Nicolas-des-Champs. Florent Lecomte écrit que son talent ayant fait des envieux, on a soupçonné qu'il avait été empoisonné.
On peut trouver ses paysages dans les musées de Varsovie, de Marseille, de Ponce (Porto Rico), de Francfort, à la National Gallery de Londres et au musée du Petit Palais de Paris.

## Famille
- Jean-François Millet, dit Francisque I Millet,
  - Jean-François Millet, dit Francisque II Millet (Paris 1666 – id. 1723),
    - Joseph-François Millet, dit Francisque III Millet (La Fère 1697 – Versailles 1777)[6],

  - Pierre Millet, peintre.

## Œuvres
- Orléans, musée des Beaux-Arts: 
  - Paysage avec Mercure et Battus, 1670, huile sur toile, 112 x 159 cm[7]
  - Paysage d’hiver, huile sur bois, 27 x 32,5 cm (disparu durant la Seconde Guerre mondiale)[8].